# Léophanès
Léophanès (en grec ancien : Λεωφάνης / Leôphánês,) est un savant et naturaliste grec de l'Antiquité qui aurait vécu approximativement entre 470 et 430 av. J-C et au plus tard au IVe siècle av. J.-C.

## Sources antiques
Léophanès est cité par Aristote dans la Génération des animaux et par son disciple Théophraste dans les Causes des plantes,.
Les autres mentions dans la littérature antique font écho aux indications déjà transmises par ces deux auteurs. Le Résumé des opinions des philosophes mâles et femelles du Pseudo-Plutarque se réfère ainsi explicitement à Aristote. Le nom de Léophanès figure dans deux commentaires des Petits traités d'histoire naturelle d'Aristote : l'un de Thémistios, l'autre de Michel d'Éphèse. Photios le cite parmi les auteurs de livres philosophiques.
Certaines sources se réfèrent aux théories associées à Léophanès sans le citer : c'est notamment les traités de Columelle ou l'encyclopédie byzantine, les Geoponica.
Léophanès est identifié par William Smith au Cléophanès cité par Plutarque et le Pseudo-Galien. Le Pseudo-Galien lui attribue en effet la théorie des testicules couramment associée à Léophanès. Pour Paul T. Keyser, il s'agit « probablement d'une erreur de retranscription manuscrite pour Léophanès ».

## Doctrines
La vie de Léophanès est inconnue. Les sources doxographiques permettent seulement de la situer chronologiquement. Dans le Pseudo-Plutarque, « son nom apparaît entre ceux d'Anaxagore et Parménide d'une part, de Leucippe et Démocrite d'autre part ». Aétius le nomme « entre Anaxagore et Leucippe, ce qui permet d'indiquer une date approximative ». Maria Marsilio retient ainsi une date de naissance vers 470 et une date de mort vers 430. Richard Goulet le place de manière plus générique pendant le Ve siècle av. J.-C..
Aristote relate que Léophanès conseillait aux éleveurs qui souhaitaient obtenir de jeunes animaux mâles de ligaturer le testicule gauche du reproducteur mâle et de procéder à l'opération inverse — c'est-à-dire à la ligature du testicule droit du reproducteur mâle — s'ils souhaitaient obtenir de jeunes animaux femelles. Anthony Preus souligne que cette théorie pré-scientifique repose sur un présupposé exact : « Léophane a correctement estimé que les testicules sont la source du matériel génétique masculin et que le mâle apporte le déterminant du sexe de l'enfant ». Néanmoins Léophanès en tire une hypothèse préformationniste non vérifiée : que le sexe de l'enfant soit déterminé par la position des semences dans les testicules, « de telle sorte que le testicule droit produise des semences masculines et le testicule gauche des semences féminines ».
Théophraste relève une autre théorie de Léophanès dans les Causes des plantes : l'emploi de la terre noire est recommandé pour cultiver les plantes, dans la mesure où elle absorbe la pluie et protège de la sécheresse. Cette théorie est également mentionnée (sans être attribuée à Léophanès) dans une encyclopédie byzantine sur l'agriculture, la Geoponica.

## Postérité
Tout en reconnaissant que l'on dispose de très peu d'informations sur Léophanès (« Léophanès est un auteur inconnu, voire banni des ouvrages de référence que j'ai pu consulter »), Lorenzo Perilli (en) le tient pour l'un des précurseurs de l'histoire naturelle : « ses travaux […] démontrent les ramifications d'un savoir zoologique voire biologique », qui aurait influé sur le Corpus hippocratique, où figure l'affirmation qu'« à la puberté, selon le testicule qui se développe le premier, l'individu engendrera des garçons si c'est le droit, des filles si c'est le gauche ».
La théorie de la détermination du sexe par la position des semences dans les testicules rencontre ainsi un certain succès : pour Maria Marsilio, elle « a engendré un certain nombre de superstitions populaires ». G. E. R. Lloyd la rapproche des thèses d'Anaxagore et de Parménide selon lesquels les mâles sont formés dans la partie droite de l'utérus et les femelles dans la partie gauche,. Selon Chad Hartscock, le fait qu'Aristote s'attarde à la réfuter témoigne de sa popularité. La technique a été mise en œuvre et étendue aux êtres humains : au milieu du IVe siècle av. J.-C., Hippocrate conseille aux familles de l'appliquer et, au Ier siècle, Columelle la mentionne dans ses traités de pratiques agricoles. Un texte semblable à la citation de Léophanès se trouvant dans le traité hippocratique sur la superfétation, Émile Littré en a conclu soit que Léophanès était peut-être l'auteur de ce traité, soit que son auteur y a inséré une citation de Léophanès. Bien qu'aucune source antique ne l'atteste explicitement, Léophanès aurait également pu influencer un disciple de Démocrite, Bolos de Mendès.

### Sources antiques
- Aristote, Génération des animaux[a], IV, 1, 765a, 21-25[b].
- Théophraste, Causes des plantes, II, 4, 12[b].
- Pseudo-Galien, Histoire des philosophes, 32.
- Thémistios, V, 6.12[b].
- Michel d'Éphèse, 32,3[b].
- Photios, Bibliothèque, 114b8[b].

#### XIXesiècle
- [Littré 1839] Émile Littré (éd.), Œuvres complètes d'Hippocrate, t. 1, Paris, Jean-Baptiste Baillière, 1839, 1re éd., 1 vol, XVI-637, in-8o (23 cm) (OCLC 894336711, BNF 42758558, SUDOC 181562324, lire en ligne [fac-similé]).
- [Daremberg 1869] Charles Daremberg, « Léophanes », dans Amédée Dechambre (dir.), Dictionnaire encyclopédique des sciences médicales : 2e série, L – P, t. 2 : Lar – Loc, Paris, Victor Masson et fils, 1869, 1re éd., 1 vol., 815, 24 cm (OCLC 491601674, BNF 37387720, SUDOC 078271150, lire en ligne [fac-similé]), p. 160 [lire en ligne].
- [Smith 1873] (en) William Smith (dir.), Dictionary of Greek and Roman Biography and Mythology, t. 2 : Earinus – Nyx, Londres, John Murray, 1873, 1 vol., 1219, 24 cm (OCLC 490058450, SUDOC 009204962), s.v. Leo'phanes [lire en ligne].

#### XXe–XXIesiècle
- [Preus 1977] (en) Anthony Preus, « Galen's criticism of Aristotle's conception theory », Journal of the History of Biology, vol. 10, no 1,‎ printemps 1977, p. 65-85 (PMID 11615638, résumé).
- [De Wit 1993] Hendrik C. D. de Wit (trad. du néerlandais de Belgique par et adapté du néerlandais par André Baudière), Histoire du développement de la biologie [« Ontwikkelingsgeschiedenis van de Biologie »], t. 2, Lausanne, Presses polytechniques et universitaires romandes, coll. « Biologie », juin 1993, 1re éd., 1 vol., XVIII-460, 24 cm (ISBN 2-88074-252-8 et 978-2-88074-252-2, OCLC 28979450, SUDOC 003228541, présentation en ligne, lire en ligne), chap. 9 (« Embryologie et morphologie »), § 3 (« L'embryologie hippocratique et le planning familial »), p. 279 [lire en ligne].
- [Goulet 2005] Richard Goulet, « Léôphanès », dans Richard Goulet (dir.), Dictionnaire des philosophes antiques, t. IV : de Labeo à Ovidius, Paris, CNRS Éditions, décembre 2005, 1re éd., 1 vol., 918, 25 cm (ISBN 2-271-06386-8 et 978-2-271-06386-1, OCLC 491647937, BNF 40089725, SUDOC 094673209, présentation en ligne), p. 94-95 .
- [Perilli 2007] Lorenzo Perilli, « Democritus, zoology and the physicians », dans Aldo Brancacci et Pierre-Marie Morel (dir.), Democritus : science, the arts, and the care of the soul (actes du colloque international sur Démocrite tenu à Paris du 18 au 20 septembre 2003), Leyde et Boston, Brill, coll. « Philosophia antiqua » (no 102), janvier 2007, 1re éd., 1 vol., VI-348, in-8o (25 cm) (ISBN 90-04-15160-5 et 978-90-04-15160-4, OCLC 469567149, BNF 40215693, SUDOC 112875580, présentation en ligne, lire en ligne), p. 143-179 (DOI 10.1163/ej.9789004151604.i-352.28) [lire en ligne] .
- [Marsilio 2008] (en) Maria Marsilio, « Leophanēs », dans Paul T. Keyser et Georgia L. Irby-Massie (éd.), Encyclopedia of ancient natural scientists : the Greek tradition and its many heirs, Londres et New York, Routledge, novembre 2008 (réimpr. 2012), 1re éd., 1 vol., X-1062, 26 cm (ISBN 0-415-34020-9, 978-0-415-34020-5, 0-415-69263-6 et 978-0-415-69263-2, OCLC 471027492, BNF 41374090, SUDOC 131810871, présentation en ligne, lire en ligne), p. 504 [lire en ligne].
- [Keyser 2008] (en) Paul T. Keyser, « Kleophanēs », dans Paul T. Keyser et Georgia L. Irby-Massie (éd.), Encyclopedia of ancient natural scientists : the Greek tradition and its many heirs, Londres et New York, Routledge, novembre 2008 (réimpr. 2012), 1re éd., 1 vol., X-1062, 26 cm (ISBN 0-415-34020-9, 978-0-415-34020-5, 0-415-69263-6 et 978-0-415-69263-2, OCLC 471027492, BNF 41374090, SUDOC 131810871, présentation en ligne, lire en ligne), p. 482 [lire en ligne].
- Pierre Pellegrin (dir.) et David Lefebvre (trad. du grec ancien), Aristote : Œuvres complètes, Paris, Éditions Flammarion, 2014, 2923 p. (ISBN 978-2-08-127316-0), « Génération des animaux ».